# Radio & Records
Radio & Records eller R&R Magazine var en amerikansk musiktidning som grundades 1973 och upphörde 2006 när den upplöstes i Billboard Information Group. Tidningen riktade sig till branchanställda inom musik och radio och grundades av Bob Wilson och Robert Kardashian. Initialt sammanställde tidningen radiotopplistor utifrån data hämtad av Mediabase innan den övergick till att använda Nielsen Broadcast Data Systems.